# 霍赫福格爾山
47°22′52″N 10°26′14″E / 47.38111°N 10.43722°E

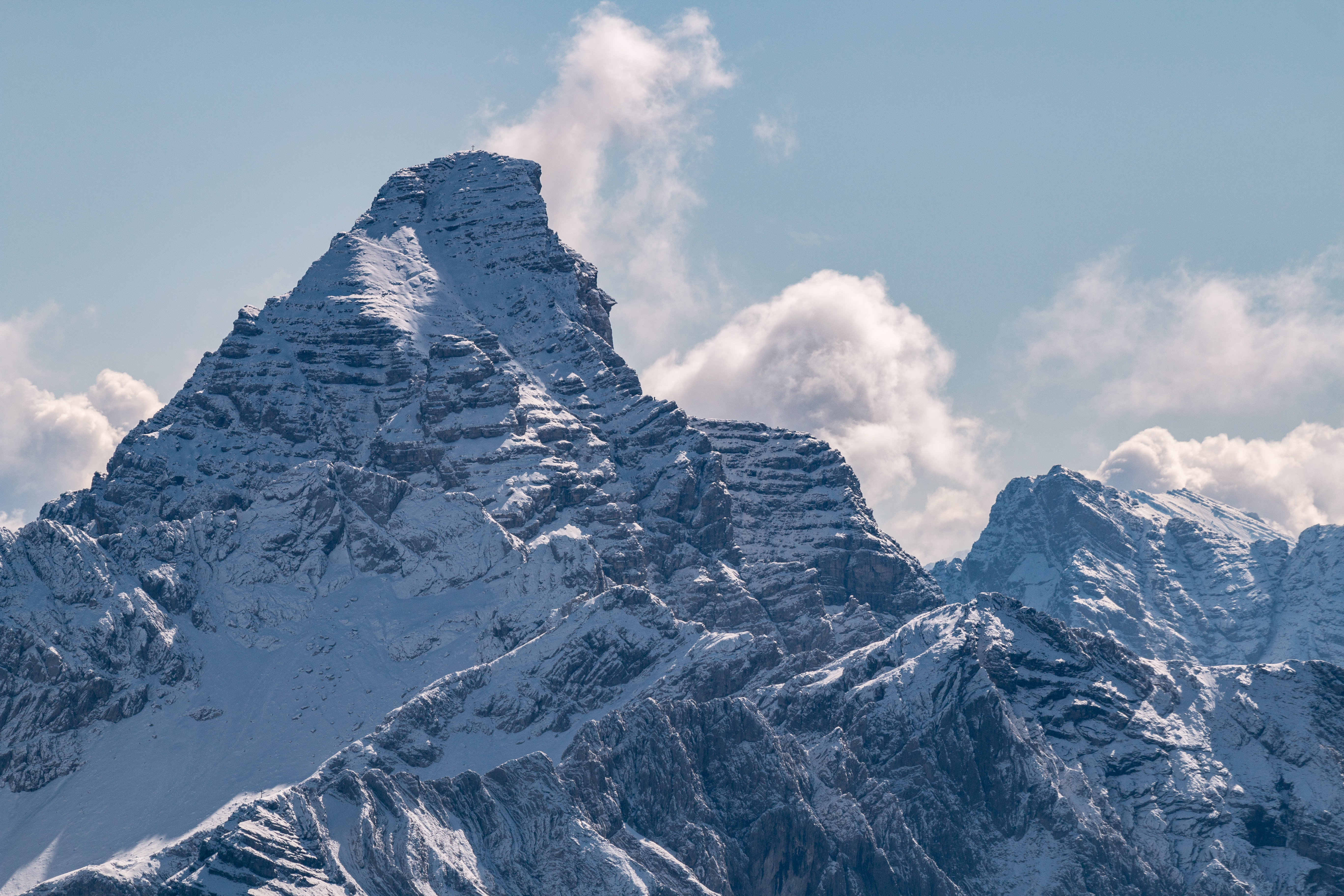

霍赫福格爾山（德語：Hochvogel），是中歐的山峰，位於德國和奧地利接壤的邊境，屬於阿爾高阿爾卑斯山脈的一部分，距離烏爾貝萊斯卡峰5.4公里，海拔高度2,592米，人類在1832年首次登頂。